# Чемпіонат світу з фристайлу 2025 — акробатика (змішана команда)
Шаблон:Чемпіонат світу з фристайлу та сноубордингу 2025
Змагання зі фристайлу в акробатиці серед змішаних команд на чемпіонаті світу 2025 року відбулися 28 березня

## Результати[3][4]
| Місце | Номер | Країна                                                       | Фінал 1                    | Фінал 2                     |
| ----- | ----- | ------------------------------------------------------------ | -------------------------- | --------------------------- |
| 1     | 5     | США Кайла Кун Квінн Делінгер Крістофер Лілліс                | 322.60 91.83 117.65 113.12 | 344.63 100.29 119.00 125.34 |
| 2     | 2     | Україна Ангеліна Брикіна Олександр Окіпнюк Дмитро Котовський | 286.07 60.16 110.86 115.05 | 312.35 57.96 121.27 133.12  |
| 3     | 4     | Швейцарія Ліна Кожомара Ное Рот Пірмін Вернер                | 288.28 66.04 124.89 97.35  | 281.43 64.74 114.03 102.66  |
| 4     | 3     | Австралія Деніелл Скотт Лора Піл Рейллі Фленеган             | 288.89 91.65 109.04 88.20  | 272.49 95.52 103.89 73.08   |
| 5     | 6     | Канада Маріон Тено Льюїс Ірвінг Александр Дюшен              | 274.89 89.83 79.64 105.43  | Завершили виступ            |
| 6     | 7     | КНР Сюй Ментао Ван Сіньді Ці Гуанпу                          | 273.33 59.61 94.69 119.03  | Завершили виступ            |
| 7     | 1     | Казахстан Аяна Жолдас Ассилхан Ассан Дінмухаммед Раймкулов   | 266.89 71.50 96.72 98.67   | Завершили виступ            |